# Ch'ninkaahlai'-kiiyaahaang
Ch'ninkaahlai'-kiiyaahaang /deer lick-summit - band; Deer Lick Peak Band/, jedna od bandi Kato Indijanaca porodice Athapaskan, koja je obitavalo negdje sjevernije od doline Cahto Valley u Kaliforniji. Po imenu im je poznato selo Ch'ninkaahlai' ili "Deer Lick Peak."

## Vanjske poveznice
- Cahto Band Names